# Ángel González de Mendoza y Dorvier
Ángel González de Mendoza y Dorvier (Madrid, 2 de julio de 1900 - 26 de abril de 1975) fue un militar y científico español, académico de la Real Academia de Ciencias Exactas, Físicas y Naturales.

## Biografía
Alumno de la Academia de Infantería de Toledo desde 1915. Participó en la guerra del Rif. Diplomado en la Escuela Superior de Guerra de París en 1936, luchó en la guerra civil española en el Cuerpo de Ejército de Navarra.
Durante la Segunda Guerra Mundial fue nombrado agregado militar en Francia, Suiza y en los Estados Unidos de América. En 1956 es nombrado jefe de Estado Mayor de la Capitanía General de Valladolid. Después fue gobernador militar de Barcelona, en 1961-1962 gobernador militar de Navarra, subsecretario del Ministerio del Ejército y director de la Escuela Superior del Ejército.
Desde 1964 fue presidente de la Real Sociedad Geográfica de España  y presidente del Consejo Superior Geográfico. También fundó y dirigió el Centro de Estudios de la Defensa Nacional. En 1968 fue nombrado académico de la Real Academia de Ciencias Exactas, Físicas y Naturales.
Entre otras condecoraciones, recibió la Gran Cruz de la Orden Militar de San Hermenegildo, Grandes Cruces del Mérito Militar, Aéreo y Naval, Caballero de Justicia, Gran Cruz de la Orden Constantiniana de San Jorge, Comendador de la Orden Militar Portuguesa de Aviz, Cruz de Guerra, Medalla de Campaña de Liberación Nacional y de la Paz en Marruecos, Gran Oficial de la Orden China de Nube y Bandera, Comendador del Águila Alemana con Espadas, Cruz de Guerra Italiana y Oficial de la Legión del Mérito de EE. UU.
Autor de muy diversos trabajos como Teodolitos Astronómicos, Introducción al estudio de posiciones astronómicas, El Cuerpo del Ejército. Empleo Táctico, La Huella de España en los Estados Unidos, Organización Militar. Elementos de Base, La Paz y la Defensa Nacional, entre otros.

## Obras
- El Estrecho de Magallanes, Madrid, 1950.
- La Guerra Moderna. Hitos de la Historia Madrid, 1954.
- Organización Militar (Fundamentos) Madrid, 1957.
- Los Ejércitos del Futuro Madrid, 1964.
- La Paz y la Defensa Madrid, 1967.
- Las Formas Geográficas y las Estructuras Geológicas Condicionantes de la Geopolítica y la Estrategia Madrid, 1969